# جرج بوجیکیان
جرج بوجیکیان ( زادهٔ ۱۰ مهٔ ۱۹۵۰) یک سیاستمدار ارمنی‌تبار اهل لبنان است که از تاریخ ۱۴ سپتامبر ۲۰۲۱ تا کنون در کابینه سوم نجیب میقاتی سمت وزارت صنایع لبنان را برعهده دارد. وی عضو حزب فدراسیون انقلابی ارمنی می‌باشد.

## زندگی‌نامه
بوجیکیان در ۱۰ مه ۱۹۵۰ در زحله به دنیا آمد و دارای مدرک لیسانس حقوق و علوم سیاسی از دانشگاه لبنان می‌باشد. بوجیکیان بنیانگذار و مدیر اجرایی شرکت تجهیزات و ملزومات پزشکی «BioDiamond» مستقر در سن الفیل در حومه بیروت می‌باشد. وی عضو هیئت مدیره سندیکای واردکنندگان تجهیزات پزشکی نیز می‌باشد. وی شرکت‌های سه‌گانه خویش، BioDiamond, Technoline و MedTrade را در سال ۱۹۹۹ بنیانگذاری نموده‌است. بوجیکیان در زحله زندگی می‌کند. وی به عنوان روزنامه‌نگار برای رادیو موج اف‌ام ام‌بی‌سی در لندن و شبکه تلویزیونی ال‌بی‌سی لبنان فعالیت نموده‌است. عنوان سفیر حسن نیت برای سازمان محیط ملل متحد به وی اعطاء گریده است.